# JAX-RPC
JAX-RPC, acrônimo de Java API for XML-based RPC, ou em português API Java para RPC baseado em XML, permite que uma aplicação Java invoque um Web service baseado em Java com uma descrição conhecida enquanto ainda seja consistente com sua descrição WSDL. Ela pode ser vista como RMIs Java através de Web services. JAX-RPC 2.0 foi renomeada para JAX-WS 2.0 (Java API for XML Web Services).
Ela trabalha da seguinte maneira:
1. Um programa Java invoca um método em um stub (objeto local representando o serviço remoto)
2. O stub invoca rotinas no Sistema de Tempo de Execução (Runtime System - RS) JAX-RPC
3. O RS converte a invocação do método remoto em uma mensagem SOAP
4. O RS transmite a mensagem como uma requisição HTTP

A vantagem de tal método é que ele permite que o Web Service seja implementado no lado servidor como um recipiente Servlet ou EJB. Assim, as aplicações Servlet ou EJB tornam-se disponíveis através de Web services.